# Bildungsniveau
Als Bildungsniveau wird die Verteilung des Bildungsstandes anhand der primären über die sekundäre bis zur tertiären Schulbildung einer Gruppe oder der Einwohner eines Staates bezeichnet. Es wird auch als sozialer Indikator für Entwicklungsländer oder Industrieländer herangezogen, als auch bei sozialwissenschaftlichen Studien verwendet. Dabei wird zwischen niedrigem, mittlerem und hohem Bildungsniveau unterschieden. Das Bildungsniveau ist eine abstrakte Größe, deren Niveau erst anhand weiterer beschreibender Größen beurteilt werden kann.